# FDP-Bundesparteitag 1966
Koordinaten: 49° 26′ 16″ N, 11° 6′ 19″ O

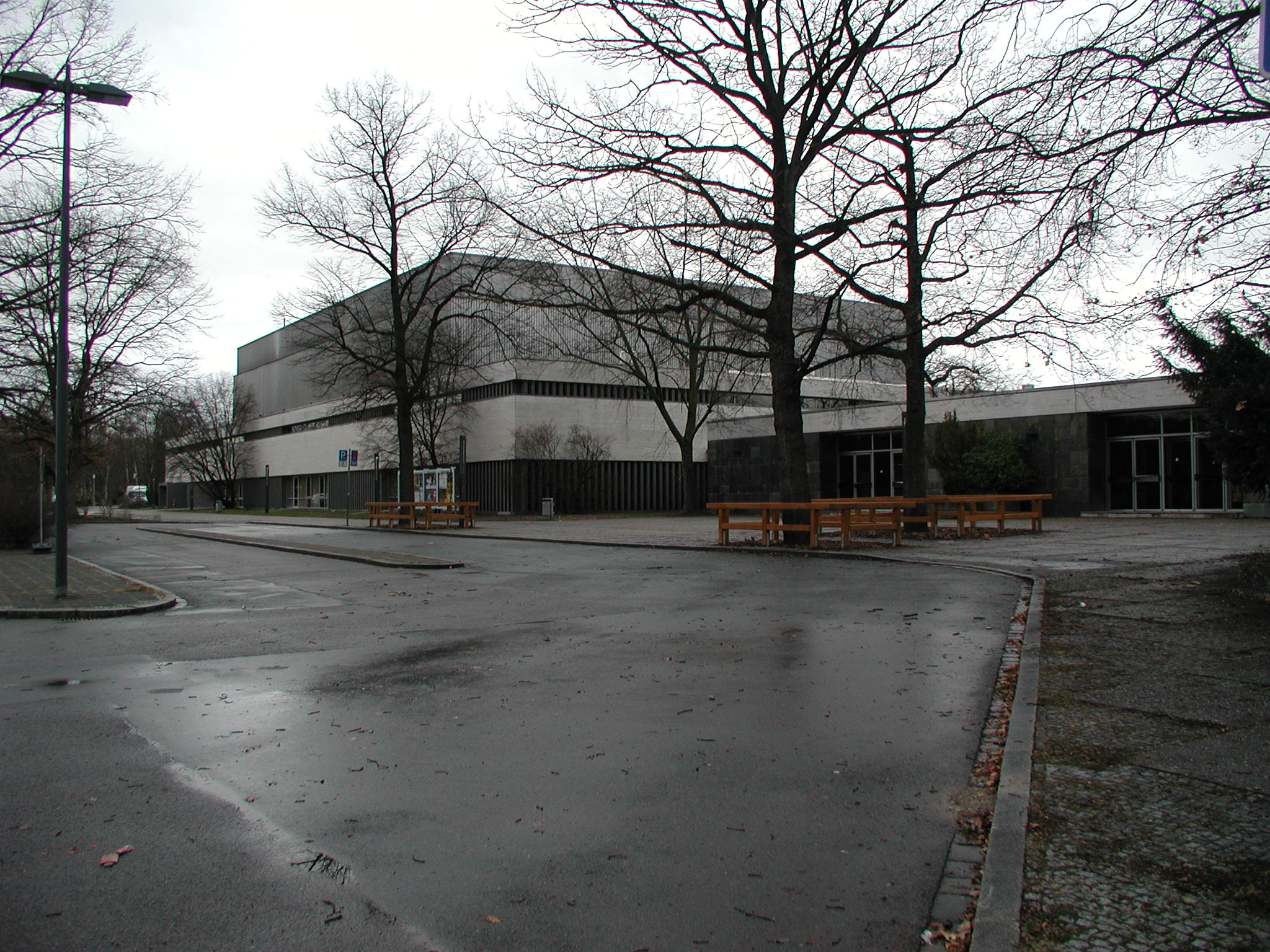
Meistersingerhalle in Nürnberg

Den Bundesparteitag der FDP 1966 hielt die FDP vom 6. bis 7. Juni 1966 in Nürnberg ab. Es handelte sich um den 17. ordentlichen Bundesparteitag der FDP in der Bundesrepublik Deutschland.

## Verlauf
Der Parteitag fand in der Meistersingerhalle statt. Grund für die Wahl des Ortes war die bevorstehende Landtagswahl in Bayern 1966. Der Parteivorsitzende Erich Mende legte den Schwerpunkt seiner Rede auf die Ostpolitik. Er forderte die Aufnahme diplomatischer Beziehungen zu Ländern des Ostblocks und nannte als Beispiel Rumänien. Es sei Zeit, in der Deutschlandpolitik einen neuen Schwerpunkt zu bilden. Der innerdeutsche Handel sollte ausgeweitet werden.

„Wer gegen eine Politik der praktischen Schritte in der Deutschland-Frage ist, der sollte auch den Mut haben, einzugestehen, daß er entweder die deutsche Frage mit Gewalt lösen oder aber überhaupt auf jede Veränderung des gegenwärtigen Zustandes verzichten will.“

Thomas Dehler beschrieb in seinem Referat die Arbeit der CDU-FDP-Koalition. Er bekannte sich zu dieser, griff aber den Koalitionspartner wie die SPD an. Die SPD träume von einer Großen Koalition (die im Oktober des Jahres nach dem Koalitionsbruch tatsächlich kam), werde aber nie zu einer Hüterin einer klaren Marktwirtschaft werden. Zur Union führte er aus:

„Wir werden jede Chance nutzen, unseren Koalitionspartner zu zwingen, mit uns eine freiheitliche Gesellschaftsordnung zu gestalten.“

Der Parteitag fasste Entschlüsse zur Außen- und Deutschlandpolitik, zur Wirtschafts- und Sozialpolitik sowie zur Haushalts- und Finanzpolitik. In einer Entschließung forderte der Parteitag, „alle Abrüstungsbemühungen zu unterstützen, die geeignet sind, die Sicherheit aller europäischen Staaten zu erhöhen und die Lösung politischer Fragen zu erleichtern“.
Schatzmeister Hans Wolfgang Rubin berichtete über Einnahmen der Partei von 28,6 Millionen DM bei Ausgaben von 27 Millionen DM. Unter den Einnahmen waren auch 1,4 Millionen DM aus öffentlichen Mitteln. Teile der FDP lehnten eine Staatsfinanzierung von Parteien ab.
Bundesgeschäftsführer Hans Friderichs hielt seinen Geschäftsbericht über das Thema „Kraftfelder moderner Parteien“.
Erich Mende wurde mit 222 von 247 Stimmen als Parteivorsitzender wiedergewählt.

## Bundesvorstand
Dem Bundesvorstand gehörten nach der Neuwahl 1966 an:
| Vorsitzender                 | Erich Mende |
| Stellvertretende Vorsitzende | Willi Weyer, Ewald Bucher, Wolfgang Mischnick |
| Schatzmeister                | Hans Wolfgang Rubin |
| Beisitzer                    | Ernst Achenbach, Thomas Dehler, Liselotte Funcke, Hildegard Hamm-Brücher, Winfrid Hedergott, Karl Holl, Hans-Günter Hoppe, Heinz Herbert Karry, Reinhold Kreitmeyer, Eduard Leuze, Walter Peters, Fritz-Rudolf Schultz, Heinz Starke |
| Vertreter der Landesverbände | Hermann Saam, Klaus Dehler, William Borm, Georg Borttscheller, Willy Max Rademacher, Heinrich Kohl, Carlo Graaff, Siegfried Zoglmann, Hermann Eicher, Paul Simonis, Otto Eisenmann                                                   |
| Ehrenpräsident               | Reinhold Maier |